# Arcturus ochotensis
Arcturus ochotensis is een pissebed uit de familie Arcturidae. De wetenschappelijke naam van de soort is voor het eerst geldig gepubliceerd in 1982 door Kussakin.